# Mademoiselle Marie
Mademoiselle Marie (a menudo abreviado como Mlle. Marie) es el nombre de varios personajes ficticios que han aparecido en historietas bélicas creadas por la editorial DC Comics. Ella apareció por primera vez en Star Spangled War Stories #84 (agosto de 1959), y fue creada por Robert Kanigher y Jerry Grandenetti.

## Biografía ficticia del personaje

### Mademoiselle Marie original
La original Mademoiselle Marie debutó en Star Spangled War Stories #84 (agosto de 1959), fue creada por Robert Kanigher y Jerry Grandenetti. Marie (cuyo apellido es desconocido) era una chica de campo francesa que se unió a la resistencia francesa durante la Segunda Guerra Mundial. Es reconocida por su boina roja que llevaba el personaje, y se le reconoció como el único interés amoroso del Sgto. Rock.
En la continuidad Pre Crisis, se reveló que Marie tenía una hija llamada Julia Remarque. El padre de su hijo era el mayordomo de Batman, Alfred Pennyworth, quien fuese agente de inteligencia en Francia durante la guerra. Julia actualmente ya no forma parte de la actual continuidad del Universo DC.

### Legado
En algún momento después de la Segunda Guerra Mundial el nombre de Mademoiselle Marie se convirtió en un nombre clave otorgado a agentes de Agencia de Inteligencia Francesa, la DGSE. Josephine Tautin, apareció en Checkmate Vol. 2 #5, utilizó este nombre clave al ser miembro de Checkmate al ser conocida como Caballero Reina Negra. Es relativamente poco lo que se reveló de fondo sobre Tautin, salvo que ella era la única caballero candidata capaz de pasar las pruebas de admisión de Checkmate demostrando tener suficiente sangre fría en sus pruebas.
El retcon mostrado Checkmate Vol. 2 #21, revela que el nombre clave Madmoiselle Marie, es de hecho, que se remonta mucho antes de la Segunda Guerra Mundial. Unos flashbacks de esta historia muestran primeros personajes utilizando dicho nombre clave al rescatar a unos miembros de la nobleza de la Revolución Francesa en 1791, y en la defensa de los asesinos de Louis-Philippe durante la revolución de julio de 1830 y que las diversas Maries eran los mismos asesinos. Otro flashback revela que hubo una serie de Madmoiselle Maries durante la Segunda Guerra Mundial, uno de los cuales (Sabine Roth) más tarde fue entrenada como Josephine Tautin.
En Checkmate Vol. 2 #22, Tautin se encuentra en una misión para rescatar a auna mujer llamada Madeleine Desmarais (la hija de su ex-supervisor y amante) de un campamento terrorista. Ella muestra su fría eficiencia y crueldad como asesina, al envenenar a un contacto que intenta traicionarla ingiriéndole una neurotoxina, a continuación, destruye el antídoto después de extorsionar al informante con la información requerida. También mata a todos en el campamento terrorista en el proceso de rescate de Madeleine. Sus acciones hacen que Checkmate sea criticados por el Secretario General de las Naciones Unidas debido a un asesinato ocurrió frente a una cámara de noticias. Él exige que se discipline a Tautin, pero la Reina Negra en secreto alaba sus acciones.

## Otras Mademoiselle Maries
- Lady Elisabeth Saint-Marie agente que protegió a la nobleza durante la Revolución Francesa. Aparece en Checkmate # 21 y 22.[3][9]
- Condesa Margaux de Mortain (nacida en 1830) protegió la vida de Louis-Phillipe durante la Revolución de Julio y le salvó la vida a costa de su sacrificio, mató para proteger al nuevo rey y al general Gilbert du Motier, marqués de La Fayette en el Hôtel de Ville de París, el 31 de julio de 1830. Ella apareció en Checkmate #21 y 22.[5]
- Marie Salomon (nacida en 1916) fue actriz y modelo que defendió el Camino Sagrado durante la batalla de Verdún. Aparece en una página doble donde se referencia a las otras Maries en Checkmate #22.[5][10]
- Zoe Magnier (nacida en noviembre de 1940) Fue una madre de dos hijos que era parte de las fuerzas del general Charles de Gaulle durante la Batalla de Gabón. Aparece en una página doble donde se referencia a las otras Maries en Checkmate #22[5]
- Simone Michel-Levy (nacida a finales de 1940) fue miembro de la Hermandad de Notre Dame durante las primeras etapas de la Segunda Guerra Mundial. Ella fue crucial para la victoria francesa en Bruneval. Más tarde se encontró con el Soldado Desconocido, mientras que este se hizo pasar por un oficial alemán, aunque las circunstancias exactas de esa aventura son desconocidas. Aparece en una página doble donde se referencia a las otras Maries en Checkmate #22.[5][10]
- Anais Guillot es el nombre de la más conocida Mademoiselle Marie que vivió durante la Segunda Guerra Mundial. Ella llevó a cabo varias misiones para la Resistencia francesa y tuvo una relación romántica con el Sgto. Rock de la Compañía Easy. También fue una de los maquinaciones francesas que luchó contra los alemanes en la meseta de Vercors. Ella fue capturada por fuerzas nazis y ejecutada en la Abadía de Fontevraud el 7 de octubre de 1944, al intentar asesinar al coronel Burkel. Ella es mostrada brevemente en Checkmate #22. Sin embargo, en la historia especial Snapshot: Recuerdo de la miniserie retrospectiva denominada Universo DC: Legados #4 de 2010, establecida durante una reunión el 4 de julio de 1976, se revela que ella logró sobrevivir a la guerra. Ella es embajadora y tiene un hijo que soldado y que se encuentra también con otros en la misma reunión se asemeja al Sgto. Rock. Los otros asistentes son Jeb Stuart del Tanque Embrujado, Los perdedores, Gravedigger y posiblemente el mismo Soldado Desconocido.[2][11]
- Sabine Roth (nacida en 1944 hasta el final de la Segunda Guerra Mundial) era una colegiala cuando ella se hizo el rol de Mademoiselle Marie después de la aparente ejecución de Anais Guillot en Fontevraud. Ella era responsable de la muerte del nazi conocido como el coronel Burkel, el Carnicero de Fontevraud, que era la misión final de Guillot. Ella aparece en Checkmate #21 y 22.[3]
- Josephine Isabel Tautin (nacida en 1998 hasta la fecha) es la encarnación actual.[3]

## Apariciones en otros medios
Mademoiselle Marie hace una aparición como un agente que trabaja para King Faraday en la película Justice League: La Nueva Frontera así como su respectiva historieta DC: La Nueva Frontera.